# Szczodrzeniec rozesłany
Szczodrzeniec rozesłany (Chamaecytisus ratisbonensis (Schaeff.) Rothm) – gatunek roślin należący do rodziny bobowatych. 

## Rozmieszczenie geograficzne
Na stanowiskach naturalnych występuje w środkowej i południowej Europie, od nizin do 800 m n.p.m. W Polsce jest pospolity w południowej i środkowej części niżu.

## Morfologia

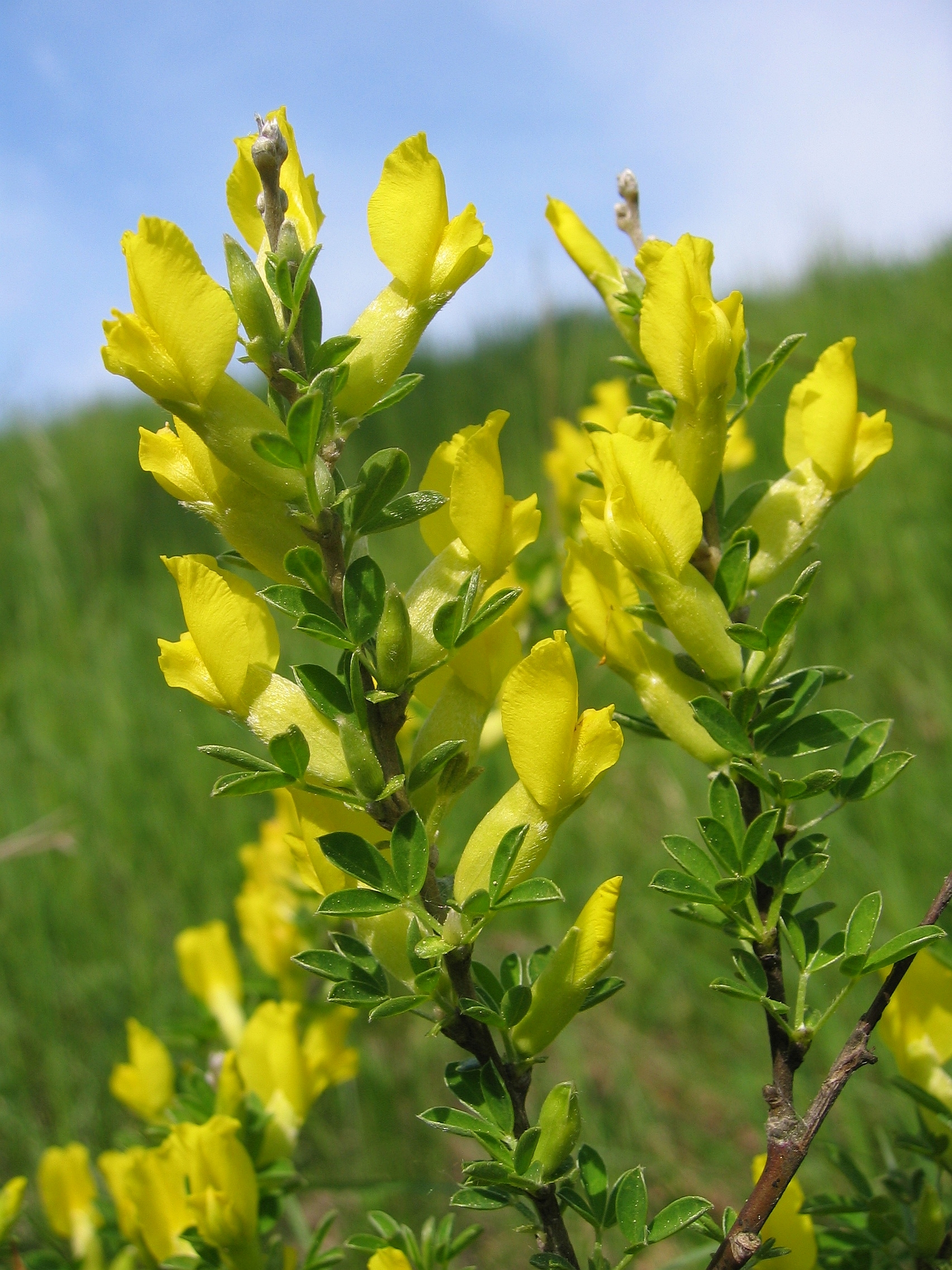
Pędy kwitnące

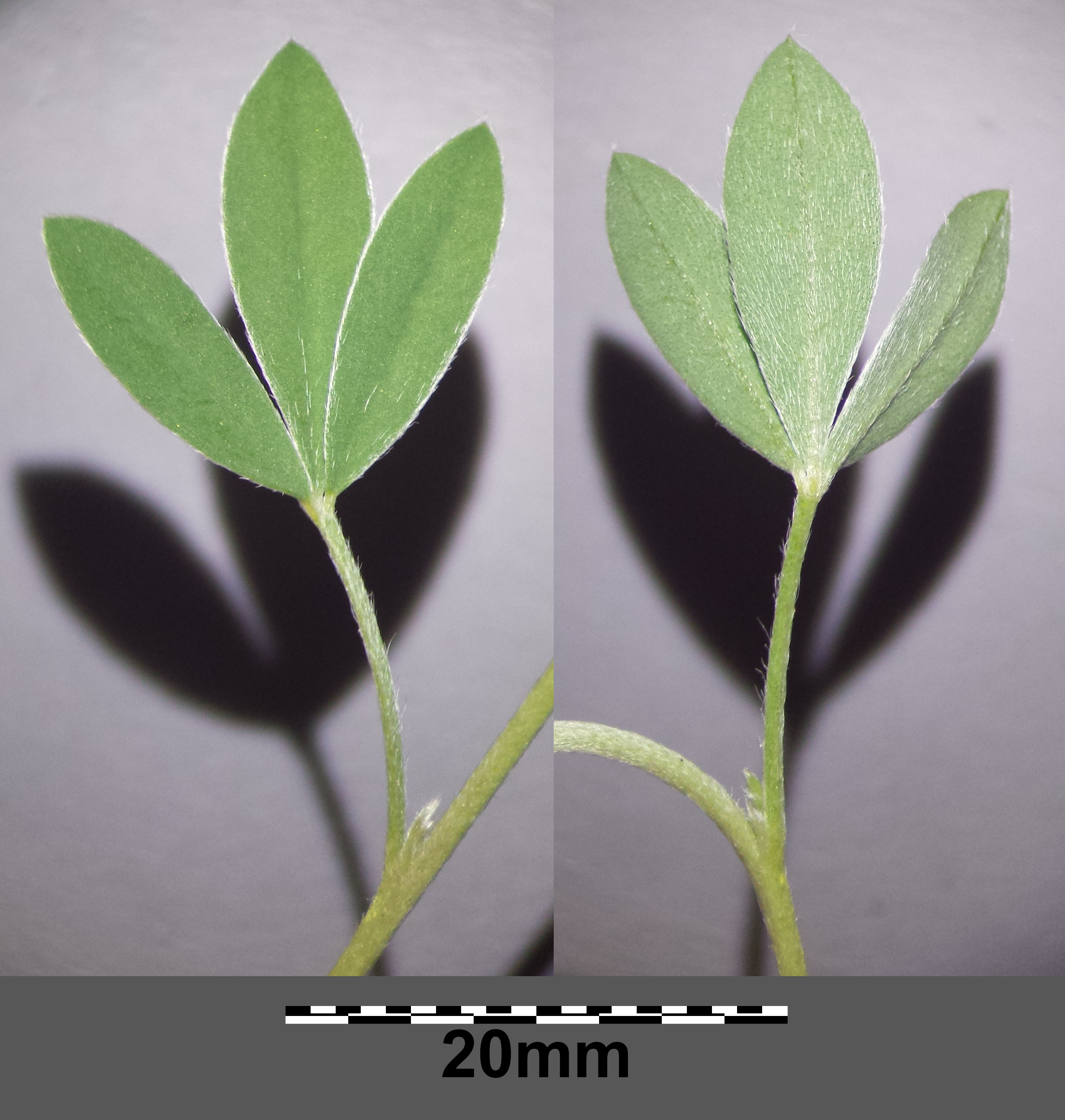
Liść

PokrójKrzew o wysokości 10–50 cm. Pędy wzniesione lub rozesłane, jedwabisto owłosione.
LiścieSkrętoległe, całobrzegie, trójlistkowe o długości 1–3 cm.
KwiatyJasnożółte do brązowawych, umieszczone po 2–3 na krótkopędzie. Osadzone bocznie na całej długości pędu. Okres kwitnienia kwiecień-czerwiec oraz październik.
OwocCiemnobrązowe strąki o długości 2–3 cm, z płaskimi, jasnobrązowymi nasionami z elajosomami. Okres owocowania: lipiec-październik.